# Àvalon (mitologia)
|  | No s'ha de confondre amb Avallon. |

Àvalon (en anglès Avalon) és una illa llegendària de la mitologia celta en algun lloc de les illes britàniques on, segons la llegenda, les pomeres donen saboroses fruites durant tot l'any i hi habiten nou reines fades, una de les quals és Morgana. Primer es creia que la paraula Àvalon era una adaptació de la paraula celta «annwyn» o «annuvin», que designa el llegendari regne de les fades, però, ja al segle xii, Geoffrey de Monmouth pensava que el nom deriva de la traducció de "illa de les pomes". Això és altament probable, perquè, en bretó, poma es diu «aval», i en gal·lès es diu «afal» (amb la pronunciació de la "f" com "v"). Àvalon també va ser anomenada Ynys Witrin, que significa «illa de vidre».

## Ubicació
La llegenda situa Àvalon en algun lloc no especificat de les illes britàniques, encara que ja a principis del segle xi algunes de les tradicions artúriques indiquen que aquest lloc pot ser Glastonbury, on abans que la zona de la plana de Somerset fos sagrada, hi havia un turó (Glastonbury Tor) que s'elevava com una illa enmig dels pantans. Segons el cronista medieval Giraldus de Cambrai, Durant el regnat d'Enric II d'Anglaterra, l'abat Hernry de Blois va patrocinar una recerca a la zona, el que, segons sembla, va portar al descobriment d'un enorme taüt de roure amb una inscripció que resava Hic iacet sepultus iclitus rex Arthurus in insula Àvalonia. ("Aquí jeu sepultat el Rei Artur, a l'illa d'Àvalon"). De Cambrai explica com les restes van ser traslladades en una gran cerimònia a la qual van assistir el Rei Eduard I d'Anglaterra i la seva consort, i, segons ell, ara estarien en l'altar major de l'abadia de Glastonbury, lloc que es va convertir en un focus de pelegrinatge fins a la reforma anglicana.
En qualsevol cas, actualment es considera que l'associació de Glastonbury i Àvalon no és sinó un frau. Els motius són diversos, entre ells la mateixa inscripció, que semblaria més adequada a l'estil del segle x, molt lluny dels segles V i VI en el qual presumptament Artur va viure i va morir. Per no esmentar la falta de referències contemporànies al descobriment, fet que no hauria passat desapercebut. Tot això fa pensar que la història va ser creada per la mateixa abadia per augmentar la seva reputació.

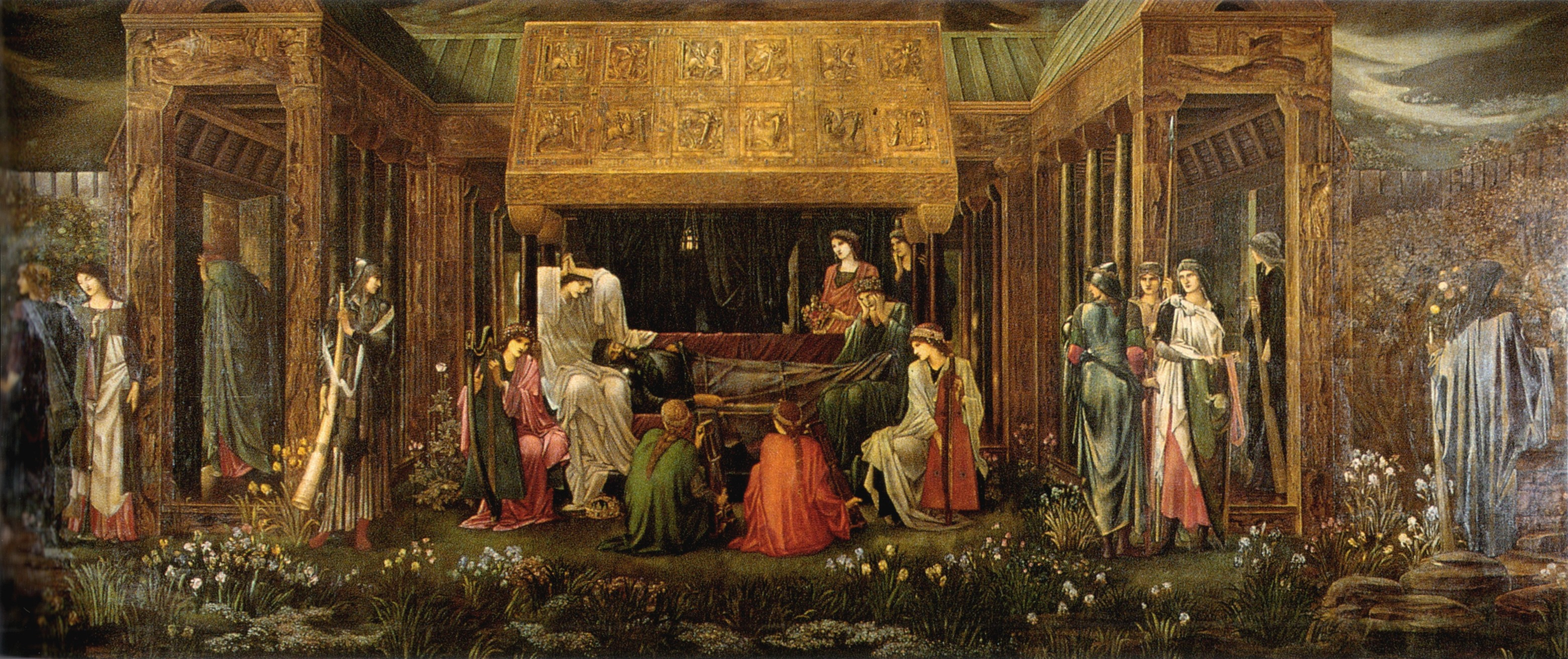
"L'últim somni d'Artur en Àvalon". Edward Burne-Jones.

Alguns estudiosos de les llegendes artúriques han situat Àvalon a l'Ile Aval, a la costa de la Bretanya, mentre que altres l'han situat a Burgh-by-Sands, a Cumberland, prop del mur d'Adrià, on es va aixecar el fort romà d'Aballava, i altres més a prop de Camboglanna, en el que ara s'anomena Castlesteads.
En qualsevol cas, com es veu, molts són els que reclamen per a si la veritable ubicació d'Àvalon, l'illa de les pomes. Sembla que les boires d'Àvalon cobreixen amb el seu mític vel el lloc de repòs del Rei Artús. Després de la batalla amb Mordred, Artur, moribund, va ser portat a Àvalon per Morgana, la fetillera i germanastra del rei. A la barca de Morgana hi havia diverses dones: Algunes conegudes (Igraine, Elaine, Nimue) i altres amb noms que no s'esmenten (La Reina de Gal·les del Nord, la Reina de les Terres ermes o la Reina de les Tempestats). En algunes llegendes només tres fades escorten al rei a l'Illa de les Pomeres. Es diu que Artur va ser estirat en un llit daurat i la fada Morgana segueix vetllant el cos del seu germà. També es pensa que Àvalon i el món nòrdic de Helheim són el mateix lloc però amb diferent nom.